# Dôme de Muru
Muru Tholus
Pour les articles homonymes, voir Muru.
Le dôme de Muru (désignation internationale : Muru Tholus) est un dôme situé sur Vénus dans le quadrangle de Navka Planitia. Il a été nommé en référence à Muru, divinité estonienne des prairies.